# 中根尾村
中根尾村（なかねおむら）はかつて岐阜県本巣郡に存在した村である。
かつての根尾村の中部に該当する。

## 概況
- 根尾川の上流部、根尾西谷川沿いの村である。

## 歴史
- 江戸時代、この地域は美濃国本巣郡であり、大垣藩領であった。
- 1897年（明治30年）4月1日 - 長嶺村、市場村、神所村（こうどころむら）、中村、越卒村（おっそむら）、門脇村、天神堂村、長島村、黒津村、越波村（おっぱむら）が合併し、中根尾村となる。
- 1904年（明治37年）4月1日 - 東根尾村、西根尾村と合併し、根尾村となる。

## 教育
- 仙厳尋常小学校　（後の根尾村立長嶺小学校）
- 黒津簡易科小学校　（後の根尾村立黒津小学校）
- 越波簡易科小学校　（後の根尾村立長嶺小学校越波分校）

## 神社・仏閣
- 春日神社
- 素盞嗚神社

## 史跡
- 根尾城址